# Улица Горького (Феодосия)
Улица Горького — в Феодосии, одна из главных улиц в исторической части города, идёт как продолжение проспекта Айвазовского вдоль береговой линии и железнодорожных путей в морской порт; за Старокарантинной улицей переходит в Портовую улицу. Длина улицы более 1,5 км.
Срединная часть улицы, начиная от Привокзальной площади и до Армянской улицы, приподнята над проезжей частью, засажена платанами, на ней устроен бульвар, установлен ряд памятников, устроен мемориальный комплекс «Аллея героев» со скульптурными портретами феодосийцев — героев Крымской (1854—1856) и Великой Отечественной войн. Работают кафе.
В д. 11 расположена администрация Феодосийского морского торгового порта.
Частично сохранилась историческая застройка улицы, сильно пострадавшая в годы Великой Отечественной войны.

## История

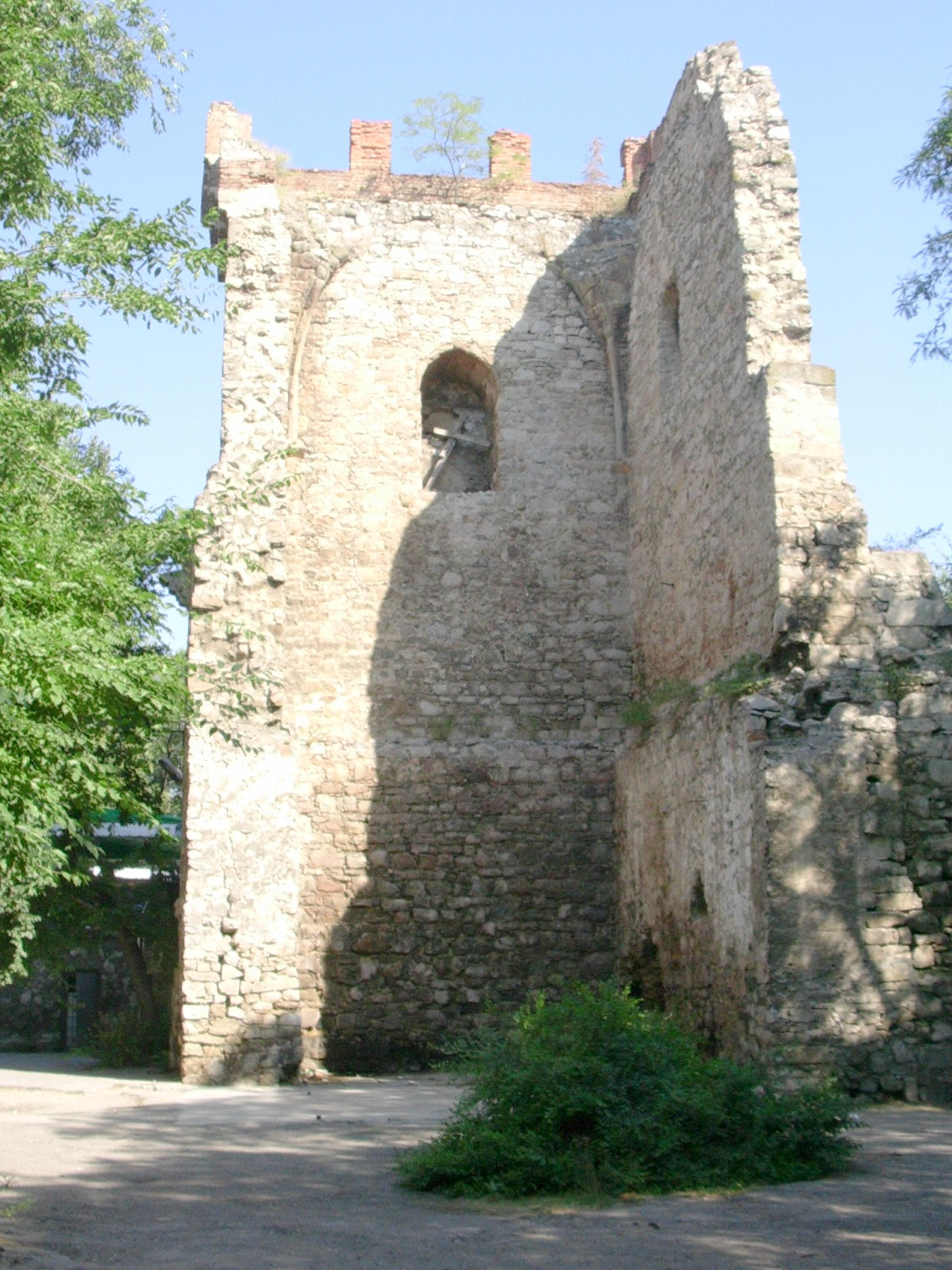
Башня святого Константина

Прежнее название улицы — Итальянская. Проходила по территории древней генуэзской крепости, частично сохранившей до наших дней стены и башни, в частности, д. 1 — Башня святого Константина
Современное название в честь известного русского советского писателя Максима Горького (1868—1936), бывавшего в Феодосии в молодые годы, в 1891 году. Переименование улицы произошло в 1920-х годах, после установления в городе советской власти.

## Достопримечательности
- Фонтан Айвазовского
- Памятник пионеру-герою Вите Коробкову
- Памятник крейсеру «Красный Кавказ»
- Памятник А. Р. Довженко[3]
- Памятник Ивану Назукину
- Памятник броненосцу «Потёмкин»
- д. 14 — мемориальная доска Е. Н. Рукавишниковой, построившей на свои деньги маяк на мысе Святого Ильи[4]

## Известные жители
В гостинице «Астория» — старейшей в городе — останавливались многие известные личности и знаменитости начала — середины XX века А. И. Деникин, А. Н. Толстой, М. И. Цветаева, М. Горький, Л. О. Утесов

## Галерея

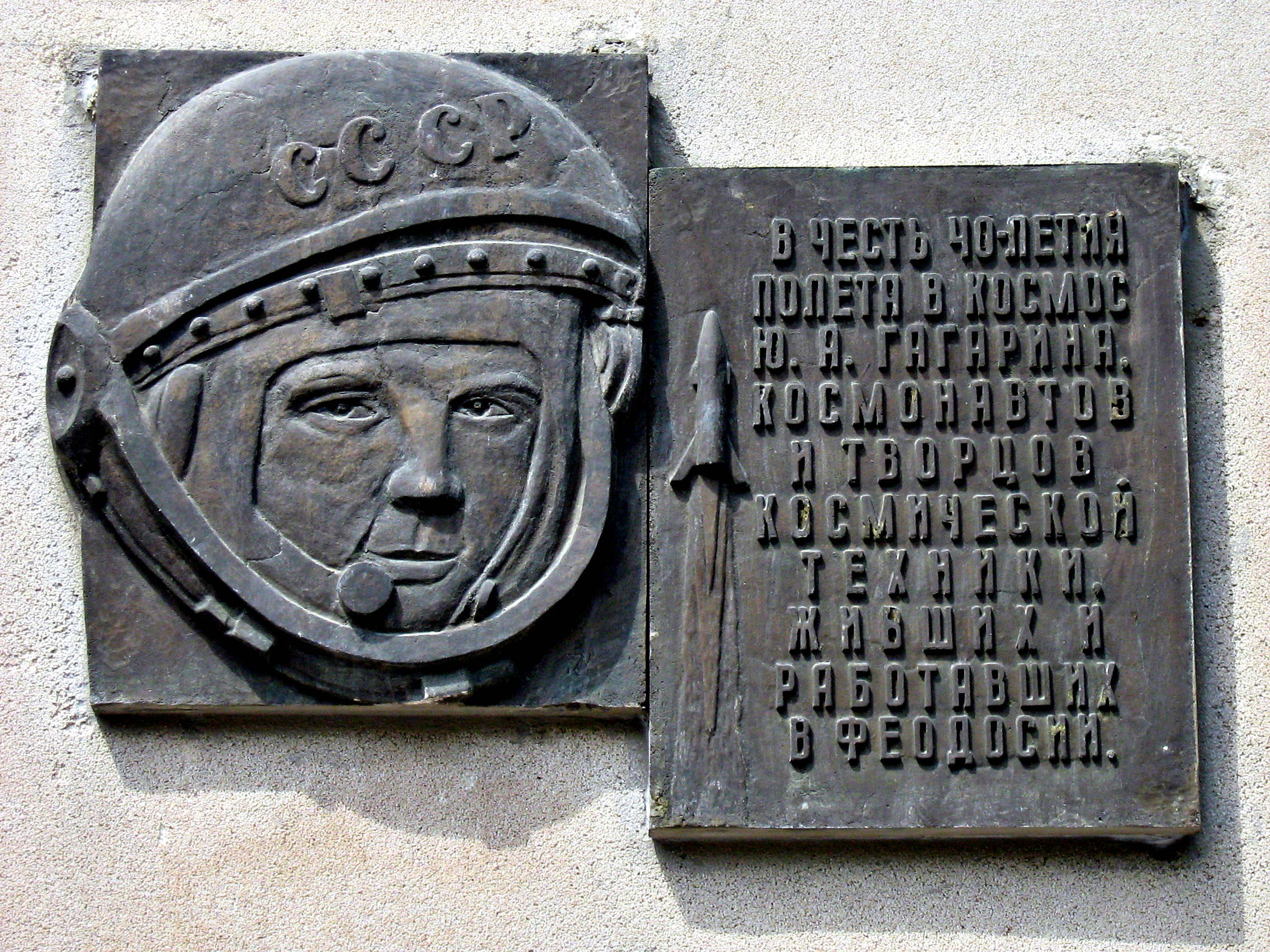
Мемориальная доска на гостинице «Астория».
Памятник пионеру-герою Вите Коробкову
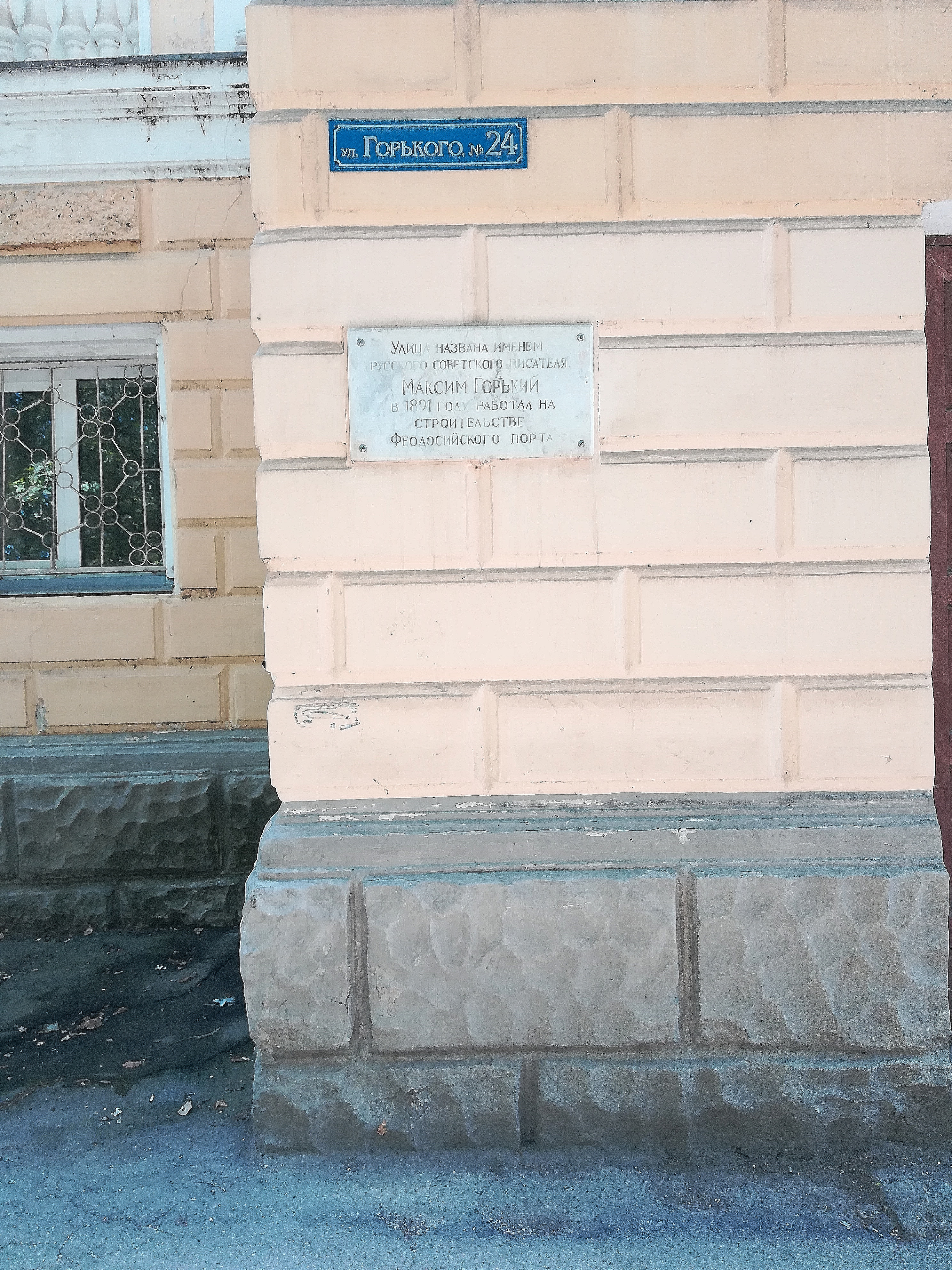
Мемориальная доска о наименовании улицы
Мемориальная доска Е. Рукавишниковой